# Redenhall with Harleston
Redenhall with Harleston is een civil parish in het bestuurlijke gebied South Norfolk, in het Engelse graafschap Norfolk met 4641 inwoners.